# Педро Соле
Педро Соле (ісп. Pedro Solé Junoy, 7 травня 1905, Барселона — 25 лютого 1982, Барселона) — іспанський футболіст, що грав на позиції півзахисника, зокрема, за клуб «Еспаньйол», а також національну збірну Іспанії. По завершенні ігрової кар'єри — тренер.

## Клубна кар'єра
У футболі дебютував 1925 року виступами за команду «Сант-Андреу», в якій провів один сезон. 
Своєю грою за цю команду привернув увагу представників тренерського штабу клубу «Еспаньйол», до складу якого приєднався 1926 року. Відіграв за барселонський клуб наступні десять сезонів своєї ігрової кар'єри.
Протягом 1939—1942 років захищав кольори клубу «Реал Мурсія».
Завершив професійну ігрову кар'єру у клубі «Алькояно», за команду якого виступав протягом 1942—1943 років.

## Виступи за збірну
1929 року дебютував в офіційних матчах у складі національної збірної Іспанії. Протягом кар'єри у національній команді, яка тривала 8 років, провів у її формі 4 матчі.
Був присутній в заявці збірної на чемпіонаті світу 1934 року в Італії, але на поле не виходив.

## Кар'єра тренера
Розпочав тренерську кар'єру відразу ж по завершенні кар'єри гравця, 1943 року, очоливши тренерський штаб клубу «Еспаньйол».
1945 року став головним тренером команди «Реал Бетіс», тренував клуб з Севільї один рік.
Протягом тренерської кар'єри також очолював «Сабадель», «Мелілью» та «Оренсану».
Останнім місцем тренерської роботи був «Еспаньйол», головним тренером якого Педро Соле був з 1963 по 1965 рік.
Помер 25 лютого 1982 року на 77-му році життя у місті Барселона.

## Титули і досягнення
- Чемпіон Каталонії (3):

«Еспаньйол»: 1928-29, 1932-33, 1936-37
- Володар Кубка Іспанії (1):

«Еспаньйол»: 1928-29